# Alvise Pérez
Luis Pérez Fernández, dit Alvise, né le 26 février 1990 à Séville, est un homme politique espagnol. Il est le fondateur et dirigeant de Se Acabó La Fiesta.
Ancien membre d'Union, progrès et démocratie, il est membre des Libéraux-démocrates lorsqu'il vit en Angleterre. De retour en Espagne, il rejoint Ciudadanos (Cs) et devient chef de cabinet de Toni Cantó, leader des Cs dans la Communauté valencienne. En 2019, il est licencié et quitte Cs à cause de déclarations controversées qu'il avait faites sur Twitter.
Lors de la pandémie de COVID-19, il devient une figure de proue de l'extrême droite en Espagne grâce à son activité sur les réseaux sociaux, qui consiste à publier des allégations de faits illégaux présumés qui seraient commis par des personnalités politiques et des journalistes de gauche espagnols. Certaines de ces allégations se révèlent être de fausses nouvelles, ce qui lui vaut d'être poursuivi en justice et condamné à des amendes à plusieurs reprises, tandis que d'autres procès aboutissent à son acquittement.

## Jeunesse et débuts
Luis Pérez Fernández est né le 26 février 1990 à Séville, benjamin d'une fratrie de quatre enfants. Son père est un homme d'affaires local et sa mère est femme au foyer. Il porte le pseudonyme « Alvise », qui signifie Luis en vénitien. Après avoir terminé ses études secondaires, il doit s'occuper de sa grand-mère malade, ce qui l'oblige à fréquenter l'université nationale d'enseignement à distance. Il s'inscrit à un double diplôme en science politique et en administration publique, qu'il abandonne un an et demi plus tard, En 2011, il rejoint le parti centriste Union, progrès et démocratie (UPyD) et occupe quelques responsabilités mineures au sein de sa branche régionale andalouse.
Début 2012, à l'âge de 22 ans, Pérez déménage à Leeds avec sa petite amie et travaille pendant un certain temps comme plongeur. Il travaille ensuite comme community manager pour l'Institut Cervantes tout en faisant une licence en philosophie, politique et économie à l'université de Leeds,. Finalement, il quitte l'UPyD et rejoint les Young Liberals, l'aile jeunesse du parti britannique des Libéraux-démocrates. Il devient le premier délégué espagnol à l'assemblée générale de la Fédération internationale de la jeunesse libérale à ne pas être membre d'un parti nationaliste catalan.

## Carrière politique

### Carrière chez Ciudadanos
Fin 2017, Pérez rejoint Ciudadanos (Cs), étant attiré par les propositions de son leader Albert Rivera. Toni Cantó, ancien membre de l'UPyD et alors membre du Congrès des députés, encourage Pérez à retourner en Espagne pour être son directeur de campagne aux élections régionales valenciennes de 2019,. Après avoir passé un processus de sélection, Pérez déménage à Valence en décembre 2018 et abandonne l'université pour commencer à travailler comme chef de cabinet des Cs au Parlement valencien.
Après les élections, Pérez est critiqué au sein du groupe parlementaire de Cs pour le licenciement de certains employés et ses déclarations controversées sur l'immigration et la violence contre les femmes. En juillet 2019, Pérez attire l'attention pour ses insultes contre les personnalités politiques de gauche et ses commentaires sur Twitter qu'ElDiario.es qualifie d'islamophobes. Après l'effondrement de Cs lors des élections générales espagnoles de novembre 2019, Pérez est démis de ses fonctions de chef de cabinet de Cantó, après avoir servi pendant moins d'un an. Peu de temps après, Pérez démissionne de ses autres postes et quitte Cs en raison de ce qu'il qualifie de « virage vers le centre-gauche » du parti. Par la suite, il s'installe à Madrid et annonce travailler sur un nouveau projet privé.

### Militantisme politique

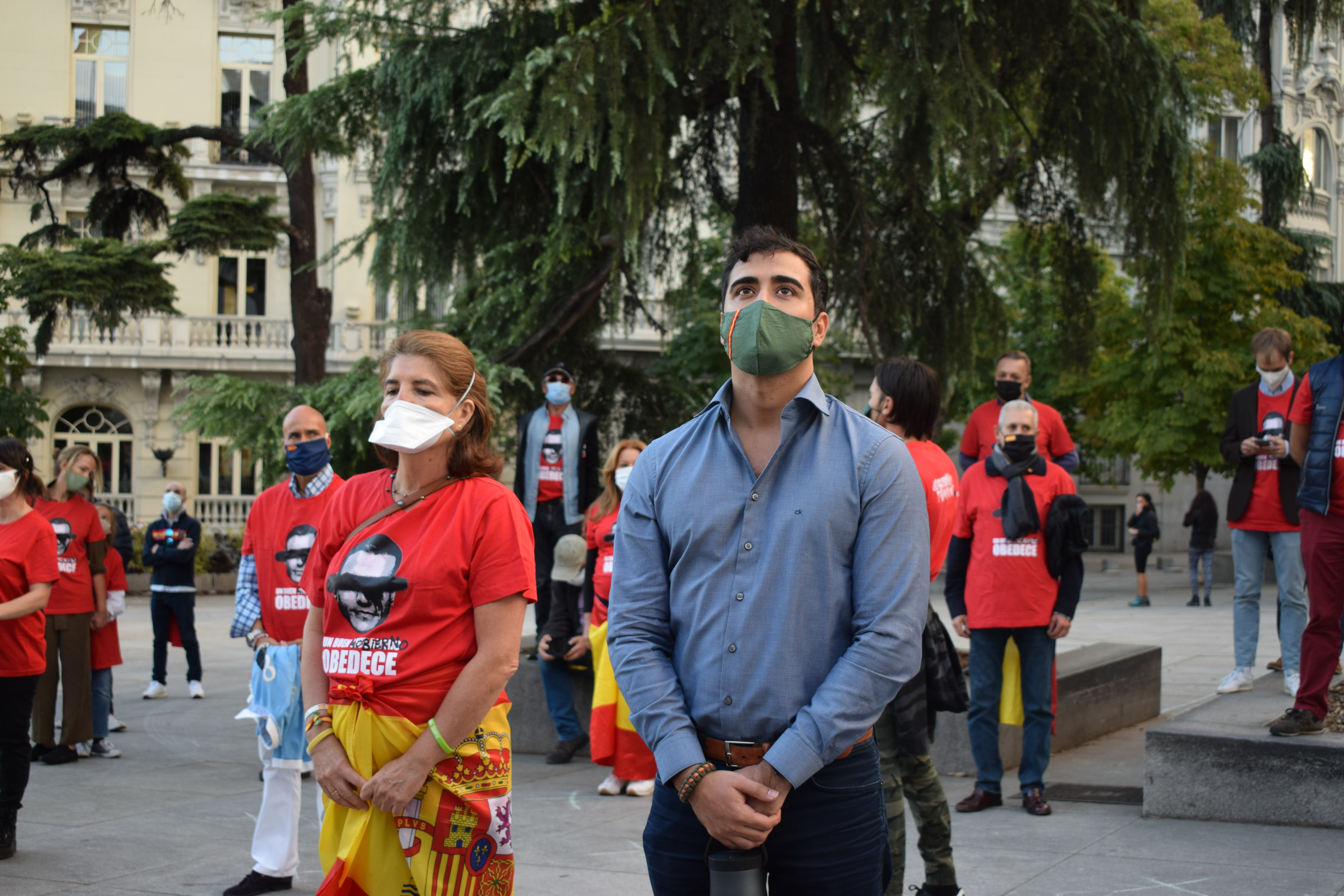
Pérez portant un masque facial lors d'un rassemblement contre la gestion de la pandémie de COVID-19 par le gouvernement

Peu de temps après avoir quitté Cs, Pérez travaille dans un cabinet de conseil politique jusqu'au début de la pandémie de COVID-19. Par la suite, il commence à préparer des campagnes pour des lobbies et fonde Resistencia Popular S. L., une entreprise par laquelle il reçoit des informations confidentielles et les diffuse ensuite sur ses réseaux sociaux. En raison de la diffusion de ces informations, il est considéré comme un propagateur de fausses nouvelles,. Grâce à son militantisme politique, Pérez devient une célébrité en ligne au sein de l'alt-right espagnole et a commencé à collaborer sur la chaîne YouTube d'extrême droite de Javier Negre, EDATV,. En mai 2020, il installe plusieurs pancartes à Madrid qui représentent le visage du président du gouvernement Pedro Sánchez imitant Big Brother et le texte « Un bon citoyen obéit ». Le 22 novembre 2020, son compte Twitter est brièvement suspendu pendant quelques heures en raison de sa propagation de fausses nouvelles. Pérez reçoit le soutien de plusieurs personnalités publiques de Vox et exprime son soutien au parti jusqu'à ce qu'il critique le député de Vox, Juan Luis Steegmann, pour ses positions favorables à la vaccination,.
Le 13 décembre 2023, Pérez publie sur sa chaîne YouTube la première interview de l'ancien président de la Fédération royale espagnole de football Luis Rubiales depuis son baiser forcé avec la joueuse de football Jenni Hermoso. Pérez lui-même avait divulgué une vidéo des footballeuses célébrant leur victoire à la Coupe du monde féminine de la FIFA 2023 et avait commenté le baiser sur un ton blagueur et désinvolte, ce qui a conduit à la suspension de son compte X (anciennement Twitter). Après que son compte X a été à nouveau suspendu, Pérez commence à diffuser ses publications via son compte Telegram, qui compte près de 450 000 abonnés en mai 2024,. Il utilise son compte Telegram pour promouvoir les manifestations espagnoles de 2023 et dirige l'une d'entre elles vers le Congrès des députés aux côtés du fondateur de Desokupa, Daniel Esteve.

#### Affaires judiciaires
Le 31 mars 2020, dans le contexte de la pandémie de Covid-19 en Espagne, Pérez prétend sur Twitter que l'ancienne maire de Madrid, Manuela Carmena, avait reçu à son domicile un respirateur artificiel personnel de la part de la société VitalAire pour éviter de se rendre dans un hôpital public. Le même jour, Carmena nie l'information, la qualifiant de calomnie, puis intente une action en justice contre Pérez plus tard dans l'année. Le 16 mars 2023, le tribunal de première instance n°59 de Madrid ordonne à Pérez de supprimer sa publication et de payer 5 000 € à Carmena.
Pérez est impliqué dans plusieurs litiges juridiques avec la journaliste Ana Pastor à cause de déclarations qu'il a faites sur Twitter. En janvier 2023, Pérez est condamné à une amende de 1 000 € pour avoir insinué sur Twitter que la société de vérification des faits de Pastor, Newtral, avait commis des irrégularités et n'avait pas payé suffisamment d'impôts. En février 2024, la Cour suprême espagnole annule le jugement, établissant que ses déclarations « étaient étayées par une base factuelle adéquate » et condamne Pastor à payer les frais du procès,. La Cour provinciale de Madrid condamne Pérez en juillet 2023 à verser 10 000 € de dommages et intérêts à Pastor pour avoir publié une photo d'elle en train de dîner dans un restaurant avec son mari Antonio García Ferreras. En juin 2024, la Cour suprême abaisse l’amende à 7 000 €, devenant ainsi la première condamnation sans appel prononcée à son encontre.
En janvier 2021, Pérez publie sur son compte Twitter deux photos du ministre des Transports José Luis Ábalos, sur lesquelles il apparaît seul sur la terrasse de sa maison à côté d'une cage à oiseaux, accompagnées du texte « Que penseriez-vous de la santé mentale d'un ministre qui passe tout l'après-midi à regarder deux oiseaux en cage ? ». Bien que le tweet ait été supprimé peu de temps après, Ábalos poursuit Pérez en justice. Le 11 novembre 2022, un tribunal de Madrid condamne Pérez à verser une indemnité de 60 000 € pour atteinte illégale à son droit à l'honneur, car ces photos « n'ont aucun intérêt ou pertinence publique, ont été prises dans la sphère privée de l'homme politique et n'ont aucun rapport avec sa fonction publique ». Le 22 septembre 2023, la Cour provinciale de Madrid annule sa condamnation, considérant que le tribunal de première instance avait commis des erreurs en notifiant le défendeur, et ordonne la répétition du procès.

### Élection au Parlement européen en 2024
Le 22 février 2024, Pérez annonce sur sa chaîne Telegram sa candidature aux élections européennes de 2024 en Espagne afin d'obtenir l'immunité parlementaire et d'éviter ses multiples poursuites judiciaires,. Au début, il tente d'enregistrer un parti politique appelé Alvise, mais en raison de la loi interdisant de nommer un parti d'après une personne publique, il fonde à la place un groupement d'électeurs appelé Se Acabó La Fiesta (SALF, « La fête est finie »). Selon sa campagne électorale, SALF aurait recueilli 136 000 signatures, soit neuf fois plus que les 15 000 requises.
SALF mène sa campagne sur les réseaux sociaux en s'appuyant sur la communauté en ligne de Pérez et en évitant de dépenser de l'argent dans des rassemblements massifs traditionnels. Le programme électoral de Pérez inclut une tombola mensuelle pour gagner son salaire de député européen, ainsi qu'un éventuel référendum sur le retrait de l'Espagne de l'Union européenne. Peu de temps après la proclamation officielle des candidatures aux élections, SALF commence à monter en flèche dans les sondages d'opinion avec la possibilité de remporter jusqu'à deux sièges, selon le Centre de recherches sociologiques. Les sondages suggèrent que plus de 16 % des électeurs de Vox aux élections générales espagnoles de 2023 envisageaient de voter pour SALF, ce qui a suscité des inquiétudes au sein de la direction de Vox,.
À l'issue des élections, SALF émerge comme la sixième plus grande force nationale, recevant plus de 800 000 voix et 4,6 % des voix. Pérez est élu député européen avec Diego Solier et Nora Junco, qui n'ont pas participé à la campagne. Dans son discours après la proclamation des résultats, Pérez promet d'utiliser une « main de fer » contre les criminels et jure d'emprisonner le président du gouvernement Pedro Sánchez.

### Membre du Parlement européen
Lors de sa première séance plénière au Parlement européen le 16 juillet 2024, Pérez confirme son intention de transformer SALF en un parti politique à part entière et de se présenter aux prochaines élections générales. Initialement, Pérez rejoint les négociations entre l'Alternative pour l'Allemagne et d'autres partis d'extrême droite européens pour la formation d'un nouveau groupe parlementaire, qui se matérialise par la formation de l'Europe des nations souveraines (ENS),. Cependant, malgré l'annonce du député hongrois László Toroczkai selon laquelle le SALF rejoindrait le groupe, celui-ci se retire quelques minutes avant la présentation officielle de l'ENS,. Par la suite, SALF demande à rejoindre le groupe des Conservateurs et réformistes européens (CRE) – que Vox avait quitté peu de temps auparavant. En décembre, le CRE permet à Solier et Junco de rejoindre le groupe en tant que membres individuels tandis que Pérez reste non-inscrit, en raison de l'enquête judiciaire pour financement illégal menée contre lui,.

## Positions politiques
Les positions de Pérez sont d'extrême droite,,,, et sont décrites comme alt-right par ElDiario.es et comme antisystème par El Confidencial. Il est souvent décrit comme le « Bukele espagnol », inspiré par la politique étrangère des présidents latino-américains Javier Milei et Nayib Bukele,. Lorsqu'il est membre des Libéraux-démocrates, il a des opinions pro-européennes et défend que « l'Union européenne sera une fédération ou ne le sera pas. Et nous, les libéraux, aurons beaucoup à dire à ce sujet ». Pendant son adhésion aux Cs, il se distingue par son opposition à la position officielle du parti sur l'immigration et la violence sexiste. En 2020, il se décrit lui-même comme étant « plus libéral que conservateur ». Il est chrétien et, aux côtés de Hazte Oír, il exerce des pressions sur les femmes devant les centres d'interruption volontaire de grossesse,.
Pérez est opposé à l'immigration,, et appelle à des expulsions massives d'immigrés, y compris ceux qui ont acquis la nationalité espagnole. Il est en faveur d'un éventuel référendum sur le retrait de l'Espagne de l'Union européenne et se prononce contre ce qu'il qualifie de particratie. Pérez est critique du roi Felipe VI et soutient l'établissement d'une république en Espagne. Il est également pour réformer la Constitution pour permettre le travail forcé pour les pédérastes et les meurtriers. Il soutient le mariage homosexuel, arguant qu'il est « un fervent défenseur des droits civiques sans aucune discrimination, et le choix de son orientation sexuelle est l'un des droits les plus fondamentaux qui puissent exister ». Il est également contre la corrida et a voté contre son financement.
Il diffuse régulièrement des théories conspirationnistes et, lors de la panne de courant de 2025 dans la péninsule Ibérique, il prétend sans preuve que l'Espagne serait victime de cyberterrorisme ou de pressions de l'Union européenne,.

## Vie personnelle
La partenaire de Pérez était la mannequin espagnole Andrea de las Heras, qui a été la première dauphine de Miss Univers Espagne 2020. Ils se séparent en 2024. Il a eu auparavant une « relation sentimentale » avec Mireia Borrás, membre de Vox, alors membre du Congrès des députés.